# А група 1980/81
Сезон 1980/81 е 57-ото издание на най-горната дивизия в българския шампионат по футбол. В елитното първенство на България по футбол участват 16 отбора, които играят всеки срещу всеки в две срещи на разменено гостуване. За победа се начисляват 2 точки, за равенство 1, а за загуба не се начисляват точки. Отборите заели последните две места отпадат в Б група. Актуален шампион е ЦСКА „Септемврийско знаме“, а новите отбори в групата са Академик (София) и Беласица (Петрич). Средна посещаемост - 10 707 зрители на мач. 

## Обобщение на сезона
ЦСКА „Септемврийско знаме“ завършва на 1-во място в крайното класиране, като печели втора поредна титла и общо 21-ва в историята си. „Армейците“ изпреварват с 4 точки основния си конкурент Левски-Спартак, a с бронзовите медали се окичват играчите на Тракия (Пловдив). Отличен сезон изнася новакът в групата Академик (София), който финишира на 4-то място в крайното класиране и придобива правото за участие в Купата на УЕФА.
От А група изпадат Миньор (Перник) и Пирин (Благоевград), които завършват на последните две места в крайното класиране. Любопитното е, че перничани финишират с 27 точки, колкото имат също Ботев (Враца), Беласица (Петрич) и Сливен, но са с най-лоша голова разлика.

## Класиране
| Отбор | Отбор                          | М  | П  | Р  | З  | Г.Р.  | Г.Р. | Т  |
| ----- | ------------------------------ | -- | -- | -- | -- | ----- | ---- | -- |
| 1     | ЦСКА „Септемврийско знаме“ (ш) | 30 | 14 | 12 | 4  | 70:32 | +38  | 40 |
| 2     | Левски-Спартак                 | 30 | 13 | 10 | 7  | 44:25 | +19  | 36 |
| 3     | Тракия (Пловдив)               | 30 | 15 | 5  | 10 | 64:40 | +24  | 35 |
| 4     | Академик (София) (н)           | 30 | 13 | 8  | 9  | 42:40 | +2   | 34 |
| 5     | Спартак (Плевен)               | 30 | 12 | 7  | 11 | 38:41 | -3   | 31 |
| 6     | Черно море (Варна)             | 30 | 8  | 13 | 9  | 36:37 | -1   | 29 |
| 7     | Славия (София)                 | 30 | 10 | 9  | 11 | 35:44 | -9   | 29 |
| 8     | Марек (Дупница)                | 30 | 12 | 4  | 14 | 39:40 | -1   | 28 |
| 9     | Локомотив (София)              | 30 | 8  | 12 | 10 | 34:35 | -1   | 28 |
| 10    | Берое (Стара Загора)           | 30 | 11 | 6  | 13 | 45:49 | -4   | 28 |
| 11    | Черноморец (Бургас)            | 30 | 9  | 10 | 11 | 42:49 | -7   | 28 |
| 12    | Ботев (Враца)                  | 30 | 8  | 11 | 11 | 32:37 | -5   | 27 |
| 13    | Беласица (Петрич) (н)          | 30 | 11 | 5  | 14 | 38:47 | -9   | 27 |
| 14    | Сливен                         | 30 | 11 | 5  | 14 | 33:43 | -10  | 27 |
| 15    | Миньор (Перник)                | 30 | 12 | 3  | 15 | 32:51 | -19  | 27 |
| 16    | Пирин (Благоевград)            | 30 | 6  | 14 | 10 | 33:47 | -14  | 26 |

## Статистика
В А РФГ (А Републиканска Футболна Група) са изиграни 240 мача в 30 кръга. От тях 20 мача са между софийски отбори, където домакинството е символично. От останалите 220 мача 164 са завършили с победител и 56 – наравно. Само в 17 срещи победата е печелил отборът гост.
Участие в мачовете са взели 338 състезатели, като петима от тях са играли в по два отбора. Дебютирали са 75 футболисти или 22%. Най-много състезатели са използвали „Академик“ (София) – 26 души и „Славия“ (София) – 24. Най-малко са фигурирали в „Миньор“ (Перник) и ЦСКА “Септемврийско знаме) – по 19. Най-много дебютанти е имало в „Беласица“ (Петрич) – 16, а в отборът на ЦСКА – нито един. В отборите на „Левски-Спартак“ (София), ЦСКА „Септемврийско знаме“ (София), „Академик“ (София) и „Спартак“ (Плевен) няма нито един възпитаник на техните школи. В националния отбор на страната имат стаж 100 от 338-те футболисти.
Вкарани са 657 гола или средно по 2.73 на мач. През есента са отбелязани 359 гола, а през пролетта – 298. Най-резултатни са били IV кръг с 33 гола и XXX кръг с 32 гола.
Отсъдени са 94 дузпи, от тях 5 между софийските отбори. От останалите 89 наказателни удара, 62 са за домакините и 27 – за гостите. От тези 94 дузпи са реализирани 71 или 75,5%. Най-много дузпи са присъждани в полза на „Миньор“ (Перник) – 11, от които са реализирани 8, а най-малко са присъдени в полза на „Сливен“ (Сливен) – само 2, като е реализирана 1. Най-много дузпи са присъждани срещу „Тракия“ (Пловив) и „Берое“ (Стара Загора) – по 11.
Срещите са били посетени от около 2 570 000 зрители или средно по 10 700 на мач. Най-много зрители е имало на срещите на ЦСКА – 520 000, „Левски-Спартак“ (София) – 500 000, „Тракия“ (Пловдив) – 460 000, „Спартак“ (Плевен) – 345 000 и „Беласица“ (Петрич) – 343 000. Най-слабо са били посетени срещите на „Ботев“ (Враца) – 230 000, „Черно море“ (Варна) – 210 000 и „Академик“ (София) – 175 000.

## Голмайстори
| Футболист           | Отбор                      | Голове |
| ------------------- | -------------------------- | ------ |
| Георги Славков      | Тракия (Пловдив)           | 31     |
| Спас Джевизов       | ЦСКА „Септемврийско знаме“ | 17     |
| Альоша Димитров     | Академик (София)           | 16     |
| Андрей Желязков     | Славия (София)             | 13     |
| Костадин Костадинов | Тракия (Пловдив)           | 13     |
| Михаил Вълчев       | Академик (София)           | 12     |

## Състав на шампиона ЦСКА „Септемврийско знаме“
| Футболист         | Пост           | Мачове | Голове |
| ----------------- | -------------- | ------ | ------ |
| Георги Велинов    | Вратар         | 27     | 0      |
| Тошко Арсов       | Вратар         | 3      | 0      |
| Цоньо Василев     | Защитник       | 19     | 2      |
| Ангел Калбуров    | Защитник       | 19     | 0      |
| Иван Зафиров      | Защитник       | 15     | 0      |
| Методи Томанов    | Защитник       | 4      | 0      |
| Ангел Рангелов    | Защитник       | 22     | 1      |
| Васил Тинчев      | Защитник       | 4      | 0      |
| Георги Илиев      | Защитник       | 27     | 2      |
| Георги Димитров   | Защитник       | 25     | 4      |
| Динко Димитров    | Защитник       | 22     | 1      |
| Пламен Марков     | Полузащитник   | 26     | 7      |
| Цветан Йончев     | Полузащитник   | 26     | 8      |
| Никола Велков     | Полузащитник   | 28     | 4      |
| Радослав Здравков | Полузащитник   | 21     | 10     |
| Спас Джевизов     | Нападател      | 30     | 17     |
| Марио Вълков      | Нападател      | 17     | 1      |
| Ружин Керимов     | Нападател      | 26     | 2      |
| Стойчо Младенов   | Нападател      | 16     | 9      |
| Аспарух Никодимов | Старши треньор |        |        |

## Състави на отборите
Списъкът на картотекираните състезатели, участвали във всеки един от отборите през сезона е според алманаха на Българската федерация по футбол за 1980/1981 г., издаден през 1981 г. Посочена е годината на раждане и трите имена на състезателите, ако има информация.
1. ЦСКА „Септемврийско знаме“ (София):
Георги Велинов Велинов (1957); Георги Димитров Георгиев (1959); Ангел Лазаров Калбуров (1955); Марио Вълков Димитров (1960); Динко Димитров Георгиев (1961); Спас Александров Джевизов (1955); Пламен Марков Марков (1957); Цветан Бориславов Йончев (1956); Методи Петров Томанов (1959); Ружди Ибрахимов Керимов (1956); Никола Апостолов Велков (1955); Тошко Асенов Арсов (1957); Иван Георгиев Зафиров (1947); Георги Кирилов Илиев (1956); Ангел Наполеонов Рангелов (1952); Цоньо Димитров Василев (1952); Васил Николов Тинчев (1958); Стойчо Димитров Младенов (1957)
2. Левски-Спартак (София):
Руси Жеков Гочев (1958); Павел Георгиев Панов (1950); Веселин Стоянов Балевски (1958); Тодор Иванов Барзов (1953); Емил Димитров Спасов (1956); Николай Атанасов Грънчаров (1953); Владо Делчев Делчев (1958); Марин Стоянов Станчев (1957); Стефан Георгиев Стайков (1949); Стефан Атанасов Аладжов (1947); Красимир Борисов Георгиев (1950); Йордан Димитров Йорданов (1951); Войн Войнов Йорданов (1952); Ангел Станков Йорданов (1953); Владимир Александров Николчев; Бранимир Йорданов Кочев; Пламен Иванчев Николов (1957); Петър Атанасов Петров (1961); Божидар Георгиев Искренов (1963); Ангел Стоянов Славков (1962); Петър Атанасов Курдов (1961); Николай Атанасов Зайков; Валери Иванов Греков (1961); Борислав Кирилов Борисов (1961); Наско Петров Сираков (1962)
3. Тракия (Пловдив):
Георги Георгиев Славков (1958); Костадин Стефанов Костадинов (1959); Атанас Георгиев Маринов (1958); Коста Надеждов Танев (1953); Красимир Атанасов Манолов (1956); Петър Любенов Зехтински (1955); Митко Аргиров Аргиров (1959); Кирил Костадинов Пейчев (1956); Славчо Димитров Хорозов (1956); Димитър Вичев Иванов (1951); Благой Георгиев Блангев (1960); Румен Христов Юруков (1960); Трифон Дончев Пачев (1959); Иван Михайлов Иванов; Димитър Младенов Младенов (1962); Петър Стоянов Димитров; Марин Кирилов Бакалов (1962); Георги Петров Тенев; Красимир Богданов Стоянов; Румен Димитров Байрев; Георги Иванов Бакалски; Сали Салимов Мустафов; Васил Петков Василев
4. Академик (София):
Панайот Нойков Геров (1957); Евгени Ганчев Попов (1957); Румен Димов Димов (1957); Кирил Любомиров Иванов (1952); Сашко Борисов Христов (1955); Борислав Георгиев Гьорев (1956); Стефан Иванов Ненчев (1957); Дечо Райков Павлов (1955); Николай Георгиев Бъчваров (1959); Цанко Симеонов Тодоров (1957); Йордан Димитров Костов (1957); Крум Георгиев Кантарев (1960); Жоро Илиев Мачкански (1959); Васил Петков Василев (1960); Павел Борисов Димитров; Петър Цолов Петров (1945); Димитър Любомиров Георгиев (1957); Серьожа Димитров Иванов (1959); Николай Димитров Петров; Стефан Йорданов Първанов; Сашко Иванов Николов; Спас Николов Николов; Ростислав Стоев Грозданов; Георги Панайотов Алексиев; Цонко Миндов Тодоров; Румен Петров Илиев; Иван Тенев Грудев; Николай Любенов Донев; Альоша Димитров (1951); Михаил Димитров Вълчев (1956); Пламен Цветков (1957)
5. Спартак (Плевен):
Александър Бенчев Александров (1951); Цветан Асенов Кръстев (1953); Мирчо Тодоров Уруков; Цветан Василев Каменов (1948); Васил Димитров Минков (1948); Венчо Стоянов Съботинов (1953); Красимир Методиев Якимов; Красимир Димитров Лазаров (1956); Николай Георгиев Димитров; Румен Цветанов Христов (1956); Цветан Върбанов Цветков (1958); Пламен Цветанов Гетов (1959); Димитър Тодоров Колев (1957); Назъм Мехмедов Асанов (1956); Йордан Христов Христов (1953); Станимир Николов Първанов (1958); Благой Григоров Кръстанов (1950); Венелин Николов Иванов (1960); Ангел Маринов Димитров; Красимир Маринов Андреев; Тони Георгиев Джеферски (1954); Иван Йорданов Кочев; Валери Петров Костиков
6. Черно море (Варна):
Иван Христов Иванов; Валери Михайлович Пейчев; Енчо Богомилов Атанасов (1956); Светозар Светозаров Георгиев (1954); Рафи Нуриев Рафиев (1956); Пламен Георгиев Ганев (1954); Петър Христов Петров (1952); Тодор Йорданов Йорданов (1955); Георги Йорданов Кондов (1954); Иван Дончев Иванов; Иван Димитров Андреев; Георги Димов Жеков (1951); Тодор Бойчев Марев (1954); Тодор Стефанов Атанасов (1954); Борис Влайков Манолков (1954); Милен Николов Бакърджиев (1961); Божил Найденов Колев (1949); Верони Спасов Страшников (1961); Емил Андонов Бучински (1962); Димитър Атанасов Жаров; Николай Стоянов Коев (1961)
7. Славия (София):
Георги Илиев Гугалов (1950); Милчо Крумов Евтимов (1952); Иван Господинов Илиев (1955); Иляз Мустафов Алиев (1954); Ваньо Костов Костов (1952); Ботьо Богданов Малинов (1953); Атанас Кръстев Александров (1952); Георги Иванов Минчев (1954); Иван Петров Чакъров (1951); Руси Георгиев Иванов (1955); Иван Минчев Хайдарлиев (1957); Тодор Петров Пармаков (1960); Светослав Минчев Георгиев; Павлин Горанов Димитров (1959); Андрей Колев Желязков (1952); Чавдар Божилов Цветков (1953); Стою Стефанов Стефанов; Георги Николов Дерменджиев (1955); Илия Димитров Величков (1956); Георги Тодоров Георгиев (1960); Ниязим Исмаилов Исмаилов (1959); Иван Шаков Дурев (1956); Владимир Спасов Тодоров (1961)
8. Марек (Дупница):
Стоян Иванов Стоянов (1950); Любен Илиев Колев (1956); Роман Георгиев Караколев (1955); Иван Пенев Палев (1949); Александър Димитров Райнов (1951); Сашо Мирчев Паргов (1946); Венцислав Златанов Петров (1951); Иван Златанов Петров (1951); Емил Янков Кючуков (1954); Любен Василев Севдин (1953); Асен Иванов Томов (1953); Николай Стоянов Вуков; Любен Илиев Бранков (1956); Димитър Иванов Димитров (1954); Станке Миланов Божурин (1955); Красимир Георгиев Божилов (1960); Валери Асенов Кулинов (1961); Кирил Сергиев Кюлавски (1961); Пламен Кирилов Куляндов (1960); Йордан Иванов Пирчов (1961); Асен Стоилов Арсов (1962); Георги Йорданов Гьондерски
9. Локомотив (София):
Йордан Иванов Стойков (1951); Георги Стойчев Бонев (1954); Венцислав Йончев Арсов (1953); Бойчо Петров Величков (1958); Юлиян Иванов Колев (1956); Ангел Бориславов Колев (1953); Георги Димитров Стефанов (1952); Трайчо Соколов Трайков (1951); Наско Илиев Желев (1960); Руменчо Горанов Радев (1950); Иван Методиев Иванов (1955); Наско Димитров Дойчев (1960); Фердинанд Манолов Величков; Борислав Георгиев Димитров; Николай Любенов Донев (1958); Юри Борисов Николов; Христо Димитров Гаджев; Бойко Спасов Тодоров; Атанас Михайлов Христов; Красимир Славчев Горанов; Марко Иванов Богданов (1962); Александър Еленков Стоименов; Стойчо Захариев Стоев (1962); Александър Петков Марков (1961); Пламен Иванов Николов (1961); Мирослав Грозданов Грозданов; Иван Георгиев Василев
10. Берое (Стара Загора):
Коста Георгиев Костов (1952); Тодор Кръстев Николов; Теньо Минчев Тенев (1954); Георги Иванов Стоянов (1955); Стефан Иванов Стефанов (1955); Илия Запрянов Илиев (1957); Кънчо Митков Кашеров (1956); Васил Иванов Драголов (1962); Георги Иванов Георгиев; Валентин Пеев Златанов (1958); Стефан Димитров Найденов; Вълчан Димитров Танев (1956); Петко Танев Петков (1962); Теньо Динев Тенев (1957); Николай Янков Янков (1962); Пламен Христов Липенски; Петко Димитров Петков (1962); Стефанакис Атанасов Филев; Таньо Петров Иванов (1953); Танко Динев Танев (1961); Емил Николов Личев (1961)
11. Черноморец (Бургас):
Димитър Атанасов Папазов (1954); Георги Илиев Деянов (1950); Иван Петров Пазачев; Валентин Константинов Делиминков (1957); Иван Николов Притъргов (1952); Тодор Райков Стоянов; Георги Ценев Маджаров (1953); Ивайло Александров Коцев (1954); Румен Христов Христов (1953); Стоян Желев Мавров (1958); Димитър Петров Димитров (1959); Димитър Николов Стойчев; Иван Димитров Илчев (1959); Иван Йоргов Йовчев (1959); Георги Янев Манолов (1958); Николай Калушев Николов (1960); Любомир Георгиев Петров (1961); Алекси Желязков Иванов (1962); Стоян Георгиев Пампулов; Росен Димитров Кавръков (1960)
12. Ботев (Враца):
Валентин Тодоров Малджански (1957); Венелин Ангелов Тошков (1953); Николай Рангелов Петков (1947); Веско Севдалинов Петков (1952); Валери Цветанов Ангелов (1957); Тодор Гонов Митов (1955); Димитър Василев Ефремов (1954); Емил Стефанов Василев (1958); Хари Лазаров Казаков (1955); Венцислав Тодоров Божилов (1952); Тахир Рамзиев Минков; Александър Павлов Александров; Радослав Панов Карамелски (1958); Станислав Вълков Савов; Йордан Томов Йорданов (1959); Милен Георгиев Горанов; Сашо Цветанов Ангелов; Михаил Петров Михайлов; Красимир Трифонов Наков; Олег Михайлов Кърчев; Светозар Стоянов Венков; Васил Иванов Редовски; Людмил Иванов Танчев; Яшар Еминов Рамаданов; Илия Вълев Иванов (1961); Невалин Митков Василев; Калин Симеонов Къчовски; Александър Павлов Александров
13. Беласица (Петрич):
Димитър Христов Карадалиев (1954); Йордан Илиев Попов (1951); Лозан Тренчев Николов (1953); Димитър Стойнов Димитров (1956); Георги Вангелов Бохоров (1953); Захари Иванов Смилянов; Валери Стоянов Стоянов (1954); Борислав Асенов Хаджиев; Наско Симеонов Станоев (1956); Любомир Ангелов Личков; Илия Георгиев Реджев (1959); Милан Любенов Каратанчев (1959); Васил Георгиев Танев; Георги Крумов Бибишков (1959); Христо Григоров Миленков; Петър Василев Околски; Александър Стоянов Вуков (1958); Христо Иванов Бакалов; Илия Герасимов Попов; Георги Василев Георгиев; Наско Симеонов Симеонов; Младен Костадинов Тренев (1962); Валери Василев Дагалов (1960); Тодор Раденков Кръжанов (1960); Иван Андонов Златински (1963); Ангел Стоянов Славков
14. Сливен (Сливен):
Николай Асенов Арабов (1953); Георги Асенов Павлов (1953); Жеко Гочев Желев; Марин Господинов Михалев (1955); Божидар Николов Тодоров (1953); Тодор Стоянов Симов; Светлин Петков Мирчев (1954); Петър Иванов Иванов; Тенко Колев Танев; Веселин Господинов Трендафилов (1955); Васил Николов Тинчев (1958); Данчо Стойков Йоргов (1959); Ахмед Дормушев Алиев; Васко Иванов Шаламанов; Тенко Добрев Тенев (1953); Ненко Кънев Иванов (1955); Петко Кирилов Иванов (1962); Ценко Симеонов Тодоров; Емил Андонов Бучински; Недялко Ангелов Младенов; Иван Благоев Найденов (1960); Иван Димитров Вълчев (1961); Иван Евгениев Стоянов (1962); Тошко Димитров Мартински; Йордан Спасов Тосков; Петко Иванов Петков; Стоян Димов Димов
15. Миньор (Перник):
Георги Тиханов Стоименов (1951); Веселин Димитров Евгениев (1951); Маргарит Симеонов Димов; Богомил Кирилов Стоянов; Петър Борисов Миладинов (1955); Георги Стоянов Ганев (1953); Владимир Найденов Стоянов; Владимир Кръстев Лалов (1958); Богомил Фиданов Симов; Жорж Йорданов Стайков (1955); Николай Христов Владов; Валентин Стоилов Боянов (1956); Григор Митков Григоров; Ангел Захариев Славов (1953); Григор Филипов Добрев (1954); Стефан Иванов Василев (1958); Иван Николов Тодоров (1955); Емил Серафимов Асенов (1962); Валентин Иванов Манев (1962); Юрий Василев Васев (1962); Йордан Стойнев Павлов
16. Пирин (Благоевград):
Христо Василев Христов (1943); Борис Кирилов Николов; Йордан Лазаров Самоковлийски (1950); Костадин Георгиев Кабранов (1954); Петър Андонов Цветков (1956); Методи Кръстев Стоянов (1949); Георги Деянов Драганчев; Димитър Ангелов Тасев (1957); Иван Димитров Бербатов (1959); Кирил Драганов Стойков (1958); Румен Борисов Стойчев (1962); Христо Василев Денчев; Йордан Димитров Костов; Илия Георгиев Реджев; Жоро Кирилов Ванчев (1961); Йордан Методиев Мурлев (1960); Васил Иванов Попов (1960); Атанас Апостолов Атанасов; Евлоги Захариев Станоев; Красимир Симеонов Безински (1958); Иван Кирилов Муларов (1959)